# Letov Š-8
O Letov Š-8 foi um avião de corrida checoslovaco projetado por Alois Šmolik. A aeronave era construída de madeira, coberta basicamente com tela, com trem de pouso convencional e equipado com um motor Napier Lion.